# Matrículas automovilísticas de Montenegro

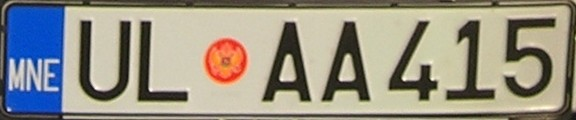
Actual formato

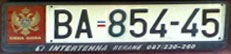
Antiguo formato (hasta 2008)

Las placas vehiculares montenegrinas, implementadas en 2008, son rectangulares, tienen caracteres negros con fondo blanco y una banda azul con las letras MNE en el lado izquierdo. Estas reemplazaron al sistema antiguo yugoslavo (ahora serbio antes de la independencia de 2006). 

## Códigos municipales

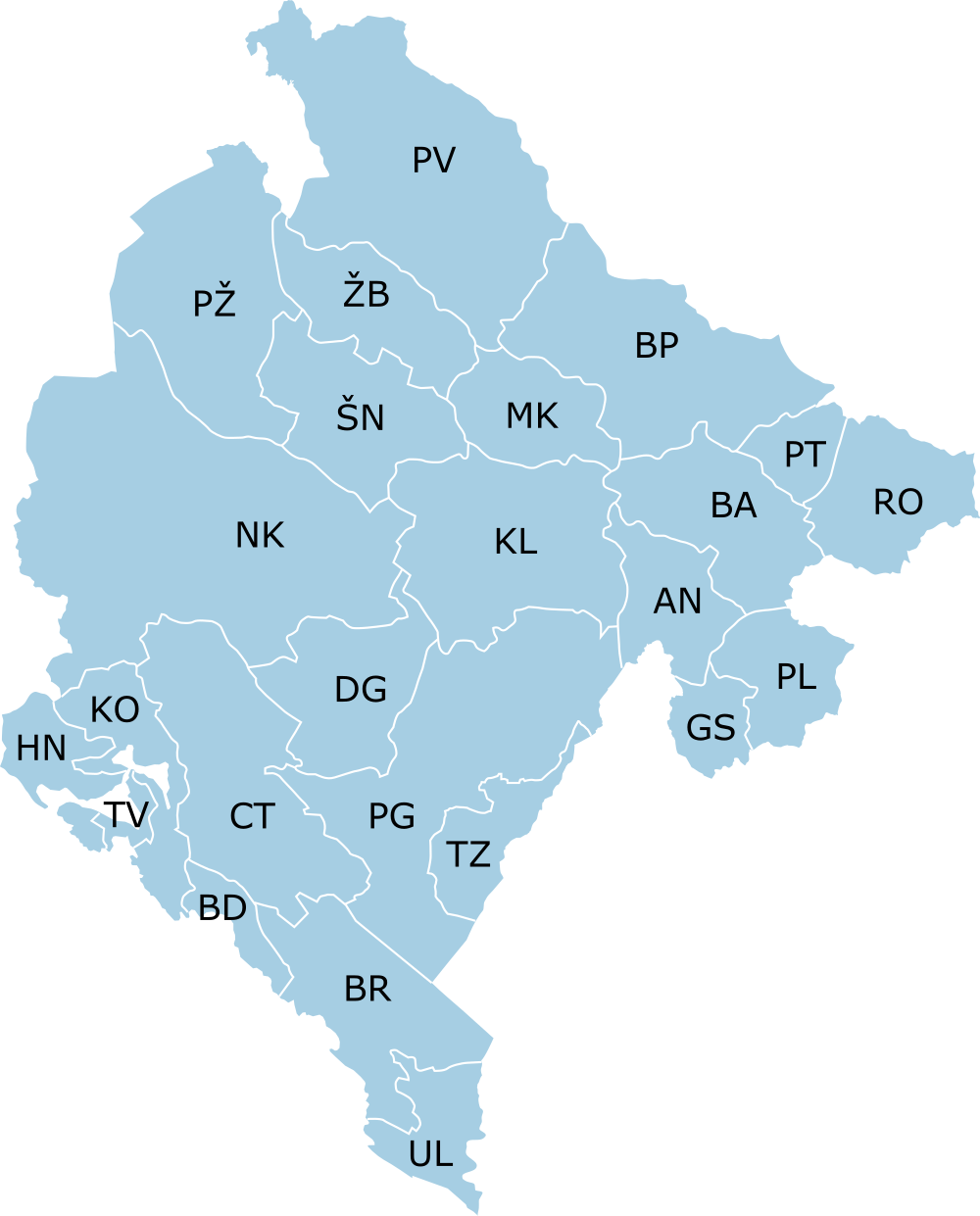
Mapa de códigos municipales

Las dos primeras letras corresponden al municipio, por orden alfabético:
| Código | Localidad    |
| ------ | ------------ |
| AN     | Andrijevica  |
| BA     | Berane       |
| BD     | Budva        |
| BP     | Bijelo Polje |
| BR     | Bar          |
| CT     | Cetiña       |
| DG     | Danilovgrad  |
| GS     | Gusinje      |
| HN     | Herceg Novi  |
| KL     | Kolašin      |
| KO     | Kotor        |
| MK     | Mojkovac     |
| NK     | Nikšić       |
| PG     | Podgorica    |
| PL     | Plav         |
| PT     | Petnjica     |
| PŽ     | Plužine      |
| PV     | Pljevlja     |
| RO     | Rožaje       |
| ŠN     | Šavnik       |
| TV     | Tivat        |
| UL     | Ulcinj       |
| ŽB     | Žabljak      |